# Sydney LaFaire
Sydney LaFaire (* 3. Juni 1987) ist ein in Deutschland lebendes US-amerikanisches Model und Schauspielerin.

## Leben und Karriere
Sydney LaFaire stammt aus St. Augustine in Florida. Sie studierte Kunst und Kunstgeschichte in Spanien, Amerika und den Niederlanden. Zurück in Deutschland begann Sydney LaFaire professionell zu modeln.
Mit ihrer geringen Körpergröße von 159 cm ist LaFaire kein Laufsteg-Model, sondern wird in Printmedien, Kunstprojekten und Werbespots eingesetzt. Sie verfügt wegen ihrer üppigen roten Haare und je nach Jahreszeit mehr oder weniger ausgeprägten Sommersprossen über einen hohen Wiedererkennungswert.
Die Düsseldorfer Modelagentur Brüderchen und Schwesterchen gewann mit covertauglichen Aufnahmen von Sydney LaFaire den Gruner + Jahr award 2008. LaFaire betont, als bekennende Vegetarierin keine Werbung für Fastfood zu betreiben. Das Magazin Stern bezeichnet sie in einer Ausgabe vom April 2014 als Gesicht des Jahres.
Sydney LaFaire lebt in Berlin.